# Courtney Frerichs
Courtney Frerichs (født 18. januar 1993) er en amerikansk atletikudøver, der konkurrerer i 3000 m. forhindringsløb.
Ved sommer-OL 2016 i Rio de Janeiro, sluttede hun som nummer 11.
Ved sommer-OL 2020 i Tokyo vandt hun sølv.